# Nynäs, Hedesunda
Nynäs är en liten by i Hedesunda socken, Gävle kommun, Gävleborgs län. I Nynäs, som finns dokumenterat från andra delen av 1700-talet, har bott hantverkare som murare, smeder och målare.